# Moussonia skutchii
Moussonia skutchii är en tvåhjärtbladig växtart som först beskrevs av Conrad Vernon Morton och D.N. Gibson, och fick sitt nu gällande namn av Wiehler. Moussonia skutchii ingår i släktet Moussonia och familjen Gesneriaceae. Inga underarter finns listade i Catalogue of Life.